# Сюґо

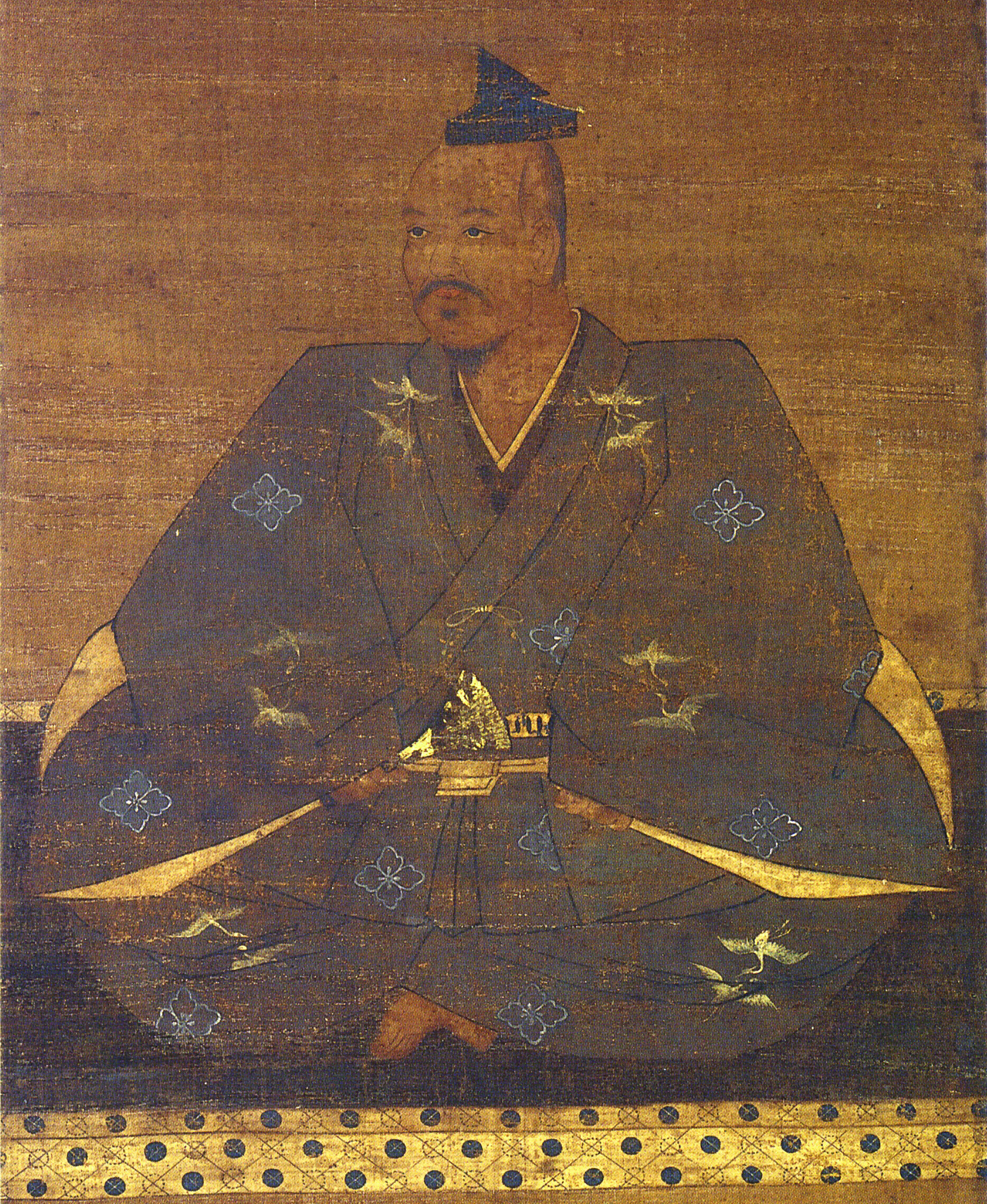
Такеда Шінґен — магнат-воєвода провінції Кай

Воєво́да (яп. 【守護】 しゅご, шюґо, «захисник») — посада військового голови провінції у Камакурському і Муромачівському шьоґунатах, в Японії XII — XVI століть. Також — сюґо́, шуґо́.
Посада воєводи була вперше заснована у 1185 наказом шьоґуна Мінамото но Йорітомо, який під приводом арешту свого бунтівного брата Мінамото но Йосіцуне, отримав від Імператорського двору дозвіл на розміщення своїх владних представництв у провінціях. На ці посади було призначено впливових ґокенінів, які стали уособленням судової і виконавчої влади сьоґунів у регіонах. До обов'язків цих посадовців входила організація і вишкіл провінційних самураїв-ґокенінів, призначення їх на службу для охорони і наглядом за палацами Імператора і екс-Імператора, контроль за діяльністю дзіто, завідувачів маєтків, а також проведення судів і розправ над анти-шьоґунатівськими силами, убивцями та порушниками порядку.
Послаблення центральної влади шьоґунату у середині XIII століття сприяло посиленню воєвод. Останні захоплювали провінційні адміністрації провінційних голів, переупорядковували собі податкові відомства і, поступово, перетворювалися на реальних володарів регіонів, так званих магнатів-воєвод. Цей процес пришвидшився з XV століття. Після Смути Онін (1467–1477) більшість воєвод стала регіональною магнатерією.